# Zvartnots internationella flygplats
Zvartnots internationella flygplats  (armeniska: Զվարթնոց Միջազգային Օդանավակայան Zvart'nots' Mijazgayin Odanavakayan) (IATA: EVN, ICAO: UDYZ) är en internationell flygplats belägen nära Zvartnots, 12 kilometer väster om Armeniens huvudstad Jerevan.
Flygplatsen byggdes år 1961 och är den mest trafikerade flygplatsen i Armenien. Flygplatsen renoverades på 1980-talet då en ny terminalyta lades till den befintliga. År 2004 inleddes nya renoveringar av flygplatser och efter drygt 3 års arbete, år 2007, stod en ny internationell terminal klar till en kostnad av ca 700 Mkr. Den har en kapacitet på 2 miljoner passagerare per år. Ännu en terminal öppnades i september 2011.
År 2006 reste totalt 1 125 698 personer från flygplatsen, vilket innebar en ökning på 1,3% mot 2005. År 2007 växte antalet resenärer till 1 387 002 passagerare, en ökning på 23,2% från föregående år.

## Flygbolag och destinationer
| Aegean Airlines                | Aten (Börjar 29 april 2015)                                                                            |
| Aeroflot                       | Moskva, Mineralnyje Vody, Rostov-na-Donu, Sotji, Krasnodar, Sankt Petersburg                           |
| Air Arabia                     | Sharjah                                                                                                |
| Air Armenia                    | Aten, Frankfurt, Krasnodar, Moskva (Vnukovo), Nizjnij Novgorod, Paris, Sankt Petersburg, Samara, Sotji |
| Air France                     | Paris                                                                                                  |
| Ak Bars Aero                   | Kazan                                                                                                  |
| Alitalia                       | Säsong: Rom                                                                                            |
| Arkia Israel Airlines          | Tel Aviv                                                                                               |
| Austrian Airlines              | Wien                                                                                                   |
| Belavia                        | Minsk                                                                                                  |
| Czech Airlines                 | Prag                                                                                                   |
| Dniproavia                     | Dnipropetrovsk, Charkiv                                                                                |
| Etihad Airways                 | Abu Dhabi                                                                                              |
| flydubai                       | Dubai                                                                                                  |
| Grozny Avia                    | Anapa, Kazan                                                                                           |
| IrAero                         | Omsk                                                                                                   |
| Iran Aseman Airlines           | Teheran                                                                                                |
| Izhavia                        | Säsong: Anapa, Izjevsk                                                                                 |
| LOT Polish Airlines            | Warszawa                                                                                               |
| Mahan Air                      | Teheran                                                                                                |
| Middle East Airlines           | Beirut                                                                                                 |
| NordStar Airlines              | Krasnojarsk-Jemeljanovo                                                                                |
| Polet Airlines                 | Voronezj                                                                                               |
| RusLine                        | Volgograd                                                                                              |
| S7 Airlines                    | Tjeljabinsk, Moskva (Domodedovo), Novosibirsk                                                          |
| Saratov Airlines               | Saratov                                                                                                |
| SCAT                           | Aktau                                                                                                  |
| Ukraine International Airlines | Kiev, Säsong: Odessa                                                                                   |
| Ural Airlines                  | Nizjnij Novgorod, Sankt Petersburg, Samara, Ufa, Jekaterinburg                                         |
| UTair Aviation                 | Moskva (Domodedovo)                                                                                    |
| Vueling                        | Säsong: Barcelona                                                                                      |

## Galleri

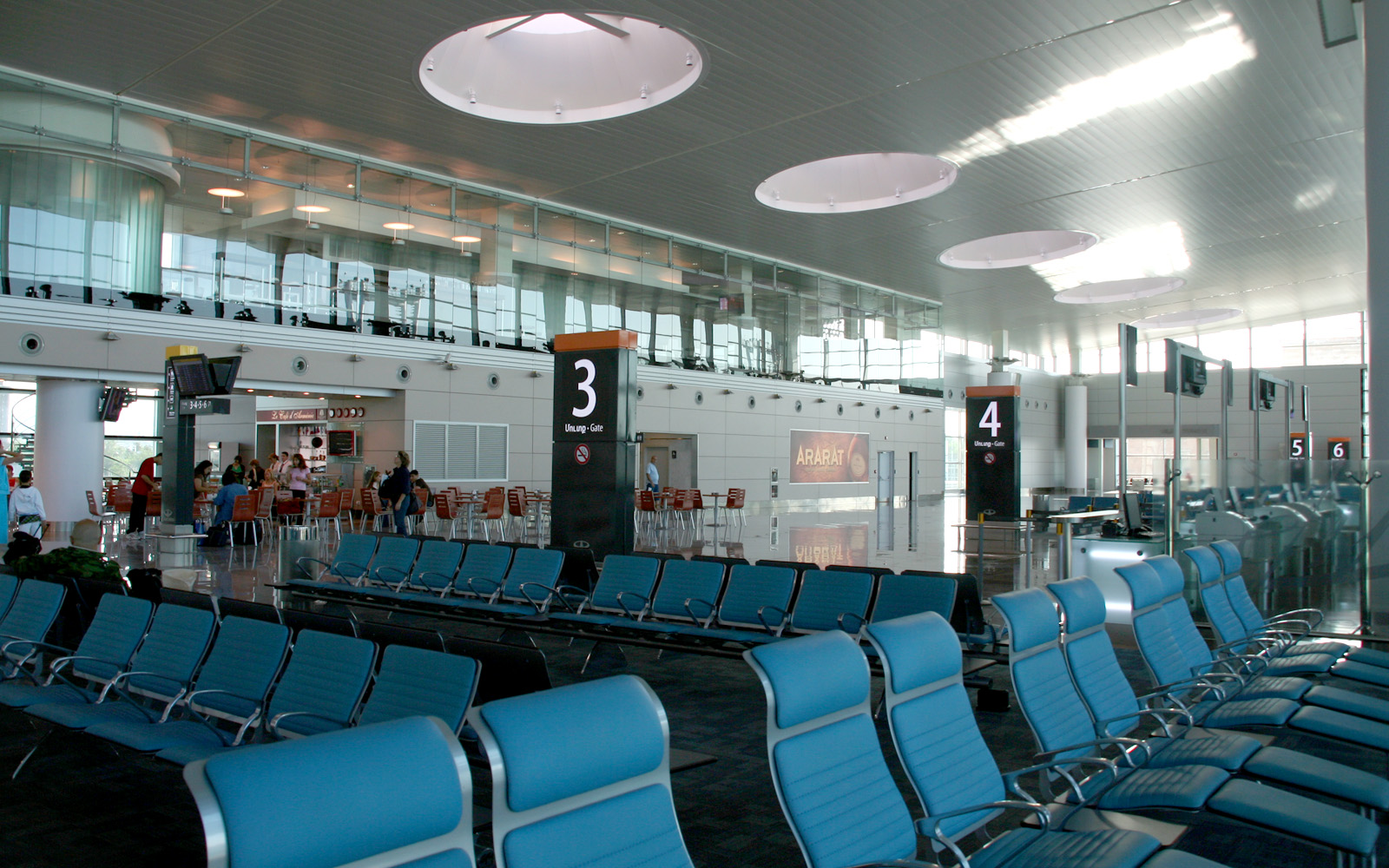
Avgångsterminalen vid Zvartnots
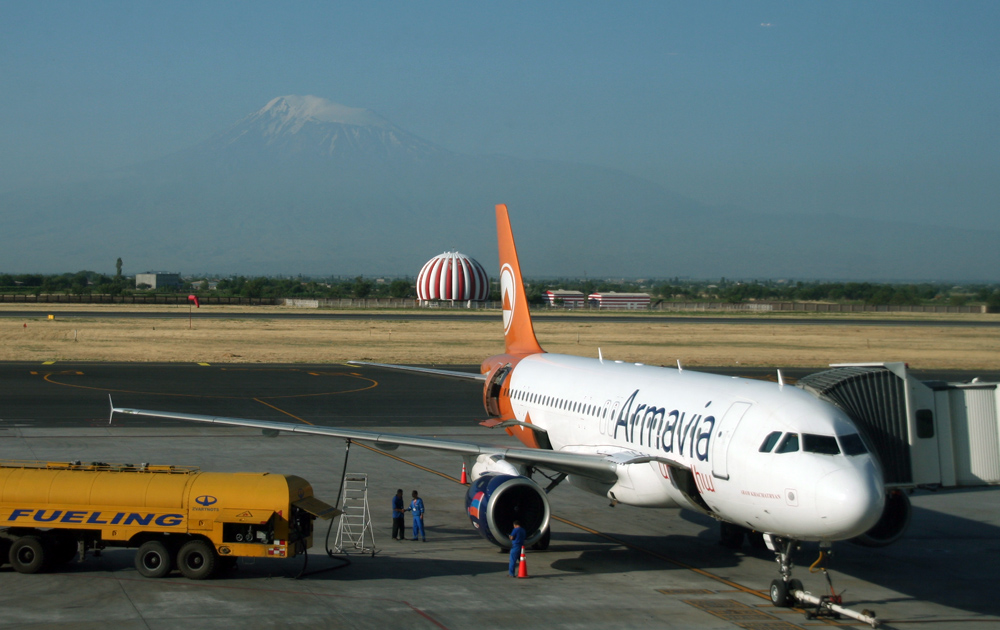
Armeniens nationella flygbolag, Armavia, parkerat vid flygplatsen
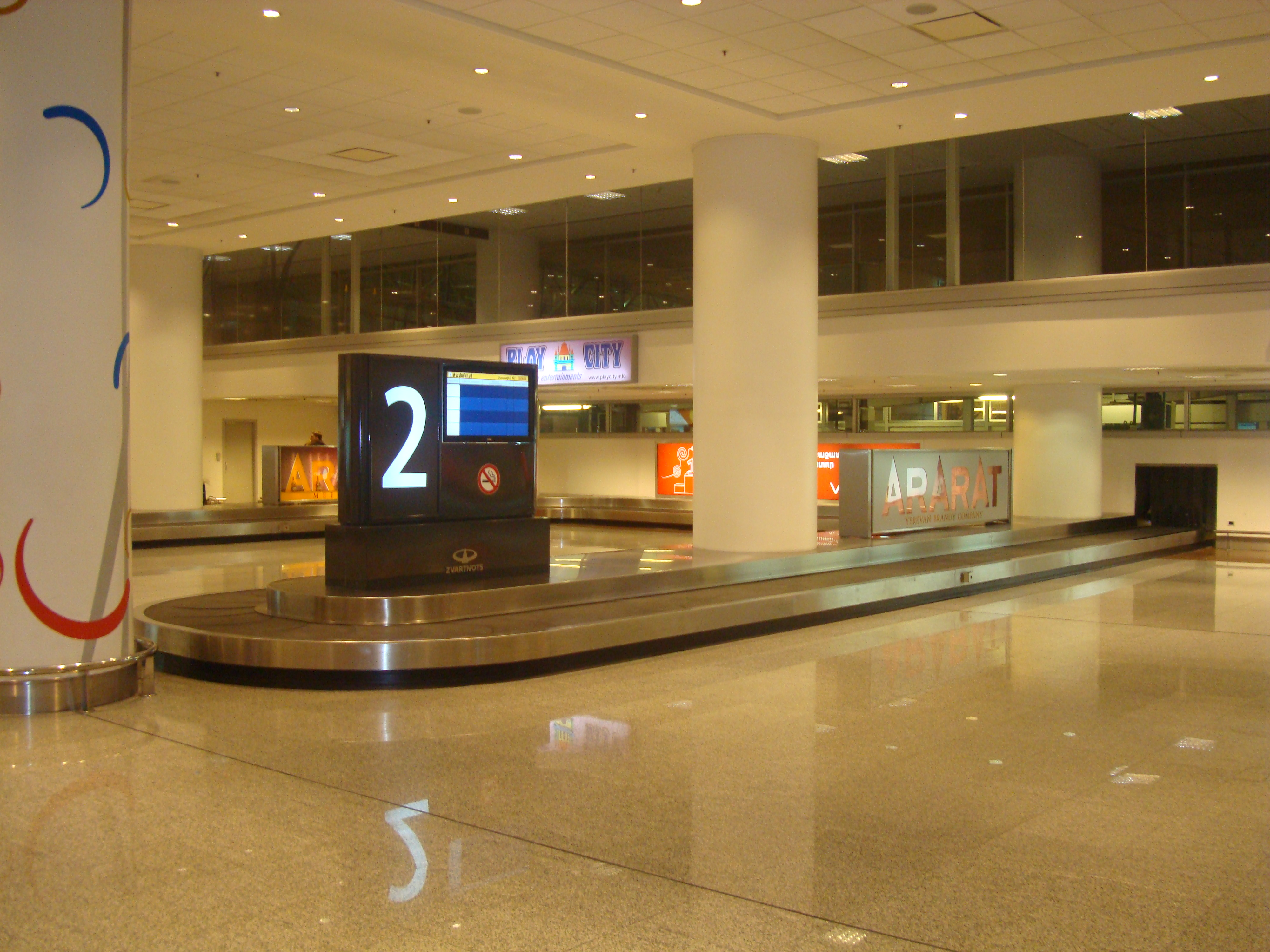
Bagageutlämningen vid Zvartnots